# O Jogo que Mudou a História
O Jogo Que Mudou a História é uma série de televisão brasileira produzida pelo Globoplay em parceria com a AfroReggae Audiovisual e a Paranoid.
A primeira temporada estreou em 13 de junho de 2024 no streaming. Criada e escrita por José Junior em colaboração com Gabriel Maria, Clara Meirelles, Bruno Passeri, Manaíra Carneiro e Bruno Paes Manso, tem direção de Matias Mariani e Claudio Borrelli. A direção geral é de Heitor Dhalia. 
Conta com atuações de Bukassa Kabengele, Raphael Logam, Ravel Andrade, Rômulo Braga e Jonathan Azevedo nos papeis principais. 

## Enredo
Egídio (Ravel Andrade), um jovem sem histórico criminoso ou de militância política, é preso após atropelar a filha de um general e enviado ao Presídio de Ilha Grande, onde Jesus Pedra (Raphael Logam), um novo carcereiro, também chega sem saber o que o aguarda. Dentro do presídio, dois grupos rivais dominam: a falange "Jacaré" e a "Turma do Fundão", composta por assaltantes de banco e presos políticos. A tensão entre esses grupos desencadeia um conflito que ultrapassa os muros da prisão, afetando favelas como as fictícias comunidades Padre Nosso e Parada Geral. Hoffmann, líder autoritário e violento da "Turma do Fundão", orquestra a criação da falange vermelha. Irmã Emily, uma freira da Pastoral Carcerária que nasceu nos EUA, luta pelos direitos dos presos há quase duas décadas e enfrenta sentimentos confusos por Belmiro, questionando sua vocação religiosa.[carece de fontes?]
Naíba, líder da falange "Jacaré", é agitado e sem estratégia, cobrando pedágios dos presos para atravessar áreas do presídio, até ser assassinado pelos líderes do Fundão na Noite de São Bartolomeu. Gilsinho, com uma base familiar razoavelmente estruturada, sempre teve vocação para o crime. Com carisma irresistível, fala mansa e pensamento estratégico excepcional, ele se torna chefe do Morro da Promessa, transformando-se rapidamente em uma figura mítica na comunidade e, aos poucos, em todo o Rio de Janeiro.[carece de fontes?]

## Elenco
| Intérprete          | Personagem        |
| ------------------- | ----------------- |
| Raphael Logam       | Jesus Pedra       |
| Ravel Andrade       | Egídio            |
| Rômulo Braga        | Chico da Cavanha  |
| Jonathan Azevedo    | Gilsinho          |
| Bukassa Kabengele   | Roberval (Mestre) |
| Jailson Silva       | Belmiro Santos    |
| Pedro Wagner        | Amarildo Santos   |
| Vanessa Giácomo     | Marta Santos      |
| Talita Younan       | Lilian Santos     |
| Samuel Melo         | Gege              |
| Babu Santana        | Hoffmann          |
| Alli Willow         | Emily             |
| Tatiana Tiburcio    | Jacqueline        |
| Kizi Vaz            | Daniella          |
| João Fernandes      | Binho             |
| Breno de Filippo    | Xavier            |
| Claudia Mauro       | Tina              |
| Álamo Facó          | João Ignácio      |
| Fabrício Assis      | Renatinho         |
| Giulia Tavares      | Ivete             |
| Ana Isabela Godinho | Valéria           |
| Rogério Blanck      | Sampaio           |
| Wal Schneider       | Raimundo          |

### Participações Especiais
| Intérprete           | Personagem       |
| -------------------- | ---------------- |
| Otavio Muller        | Hélio            |
| André Mattos         | Aílton           |
| Júlio Andrade        | Belchior         |
| Marcelo Serrado      | Homero Martins   |
| Natália Lage         | Roberta Campello |
| Leonardo Bricio      | Gabriel          |
| Marcello Melo        | Afonso           |
| Wilson Rabelo        | Seu Antonio      |
| Jimmy London         | Macieira         |
| Pretinho da Serrinha | Pereira de Souza |
| Lucio Mauro Filho    | Bruno Pinheiro   |

## Produção
Em setembro de 2020, a produção dos roteiros da série sobre narcotráfico, liderada por José Junior, teve início. A série é uma criação de José Junior, fundador do AfroReggae, e busca abordar de forma realista e impactante o mundo do tráfico de drogas no Brasil. Inicialmente, a previsão era que os roteiros começassem a ser produzidos em junho de 2020. No entanto, devido à pandemia de COVID-19 no Brasil, os trabalhos precisaram ser adiados. Com os roteiros finalmente concluídos em novembro de 2021, a Globo escalou o trio de diretores Heitor Dhalia, Matias Mariani e Claudio Borrelli.
Em novembro de 2020, Matheus Nachtergaele foi o primeiro nome anunciado no elenco. No entanto, um ano depois, em novembro de 2021, Nachtergaele deixou o projeto devido a atrasos nas gravações de  Cine Holliúdy, outra produção da Globo. Jailson Silva entrou para substituir Matheus Nachtergaele no elenco. Álamo Facó foi escalado para viver João Ignácio, pai de seu personagem em Arcanjo Renegado. Após uma participação marcante na segunda temporada de Segunda Chamada, Pedro Wagner foi escolhido para viver Amarildo, um dos papéis principais da trama. Inicialmente escalado para viver o assaltante Chico da Cavanha, Thomás Aquino foi deslocado para  Os Outros sendo subtituido por Rômulo Braga. Devido ao atraso nas gravações, Dandara Mariana, inicialmente escalada para viver Daniella, foi transferida para o elenco de Travessia e da comédia Encantado's. Para substituir Dandara, a atriz Kizi Vaz foi escolhida. Confirmado em Verdades Secretas II, Jonathan Azevedo entrou para o elenco. Em março de 2021, Marcelo Serrado foi escalado como Sampaio, mas devido à sua confirmação para Cara e Coragem, seu personagem foi trocado com o de Rogério Blanck, e virou uma participação especial como o salafrário empresário Homero Martins.
No elenco da novela Um Lugar ao Sol, Natália Lage foi convidada para a policial Roberta, de A Divisão, na série. Alli Willow foi escolhida para reviver Irmã Emily, apresentada pela primeira vez ao público na segunda temporada de Arcanjo Renegado, como uma ativista de mais de 80 anos. Em O Jogo, Irmã Emily pode ser vista décadas antes, como uma freira. Bukassa Kabengele, Vanessa Giácomo e Babu Santana foram escalados para a trama, ele como um presidiário e ela como uma mulher religiosa, enquanto Babu interpreta um fundador e líder de facção. Otávio Müller foi convidado para uma participação especial na trama como um preso político da ditadura. Depois de participar ativamente em flashbacks de Sob Pressão, Ravel Andrade foi anunciado como Egídio, um dos protagonistas da história.
Tatiana Tiburcio, conhecida por participações em séries como As Seguidoras e Bom Dia, Verônica, foi escalda para viver Jacqueline, uma advogada casada com o personagem de Bukassa Kabengele. Posteriormente, Talita Younan, João Fernandes, Giulia Tavares, Fabricio Assis e Samuel Melo foram confirmados no elenco  Marcos Palmeira estava escalado para reviver o delegado Benício (de A Divisão) na série. No entanto, devido aos compromissos no remake de  Pantanal, sua participação ficou inviável. Por outro lado, Marcello Melo e Leonardo Brício foram confirmados como os policiais Afonso e Gabriel, de Arcanjo Renegado. JP Rufino também foi escalado para o núcleo jovem da série. Se preparando para estrelar Betinho - No Fio da Navalha, Júlio Andrade foi confirmado como uma participação.
Além disso, a série conta com a participação de atletas e ex-atletas brasileiros, que fazem suas estreias como atores na produção: Carlos Germano, Michel Bastos, Odvan, Edmundo e Paulo Nunes. Falcão, que já havia feito uma participação em Carrossel 2: O Sumiço de Maria Joaquina, também integra o elenco, trazendo sua experiência anterior para a série.
A segunda temporada da série foi confirmada em janeiro de 2025, com um salto temporal para os anos 90.

## Exibição
Na plataforma de streaming, Globoplay, a série foi dividida em blocos semanais e a cada semana foram lançados dois episódios, sempre às quintas-feiras, com os primeiros episódios disponibilizados no dia 13 de junho de 2024.